# (r)Evolution
(r)Evolution es el noveno álbum de estudio de la banda sueca de heavy metal HammerFall, publicado en el año 2014 por el sello Nuclear Blast. Éste es el último disco de la banda en ser publicado por Nuclear Blast, ya que su contrato caducaría en 2015 para después firmar con Napalm Records, y posteriormente lanzaran Built to last un año después (2016).

## Canciones
| N.º | Título               | Escritor(es)           | Duración |  |
| 1.  | «Hector's hymn»      | Dronjak, Cans          | 5:51     |  |
| 2.  | «(r)Evolution»       | Dronjak, Cans          | 4:22     |  |
| 3.  | «Bushido»            | Dronjak, Cans, Norgren | 4:39     |  |
| 4.  | «Live life loud»     | Dronjak, Cans          | 3:29     |  |
| 5.  | «Ex inferis»         | Dronjak, Cans          | 4:38     |  |
| 6.  | «We won't back down» | Dronjak, Cans          | 4:17     |  |
| 7.  | «Winter is coming»   | Dronjak                | 3:47     |  |
| 8.  | «Origins»            | Dronjak, Cans          | 4:55     |  |
| 9.  | «Tainted metal»      | Cans, Norgren          | 4:34     |  |
| 10. | «Evil incarnate»     | Dronjak, Cans          | 4:33     |  |
| 11. | «Wildfire»           | Dronjak, Cans, Norgren | 4:01     |  |

Limited Edition bonus track:
12. "Demonized" 3:36

## Formación
- Joacim Cans - Voz
- Oscar Dronjak - Guitarra y voz
- Pontus Norgren - Guitarra y voz
- Fredrik Larsson - Bajo y voz
- Anders Johansson - Batería

- Datos: Q17508890